# Guam aux Jeux olympiques d'hiver de 1988
Guam a participé aux Jeux olympiques d'hiver de 1988 à Calgary, au Canada, mais n'a remporté aucune médaille pour cette première participation aux Jeux olympiques.